# Gammel Vraa
Gammel Vraa (i 1355 Wra, af vrå 'krog', oprindelig Vrå, eller Vrågård) er en tidligere hovedgård, der i dag er et hotel. Parken er på 10,5 hektar. Det ligger ensomt i skoven mellem markerne 16 km fra Aalborg. Herregården har en voldgrav med bro foran. De nærmeste byer er Sulsted og Tylstrup, der ligger 3–4 km væk. Ejendommen ligger i Ajstrup Sogn i Vendsyssel i Aalborg Kommune i Region Nordjylland.

## Historie
Vraa nævnes første gang i 1355. Navnet betyder "lille sted". Det var oprindelig en række gårde beboet af to fæstefamilier beliggende på randen af Store Vildmose, dengang den største højmose i Danmark. Bønderne opdrættede stude på de store enge i Store Vildmose med henblik på eksport til Nederlandene ad Hærvejen. Kongens mænd dømte bønderne til afståelse af deres gårde efter reformationen sammen med Vendsyssels klostre og oprettede en kongsgård, der i 1500-tallet var landsdelens største. Bøndernes brøde var, at de ikke kunne bevise deres uskyld under oprøret ledet af Skipper Clement. 
Kongen solgte i omkring 1540 gården til slægten Gyldenstierne. Det blev Hans Johansen Lindenov den yngre til Hundslundkloster, som i 1620'erne begyndte at samle det store Vraa godskompleks. Den 28. december 1624 købte Lindenov Vraa af Predbjørn Gyldenstiernes svigersøn Christen Grubbe til Lystrup. Efterfølgeren blev ved med at samle gods og datterdatteren Fru Kirstine Beck, der døde i 1719, ejede foruden godset i Kjær herred: Ellinggaard med Bannerslund, Heiselt, Aas og Lengsholm, i alt ca. 840 tdr. hk. og med mølleskyld, skovskyld og tiender 2140 tdr., den største godssamling, Vendsyssel har set, siden kongen efter reformationen konfiskerede den katolske kirkes gods.
Ejerne har over tid haft et tæt forhold til Ajstrup kirke der ligger 3 km øst for Gammel Vraa. De var således bygherrer og ejere af kirken indtil moderne tid. 
I 1812 udskiltes gården Ny Vraa, og resten af dens tilliggende udstykkedes frem til ca. 1950.

### Udtørring af Store Vildmose
Generationer af godsejere har drømt om at opdyrke Store Vildmose ved at lave en dæmning mellem Øland og Gjøl og pumpe vandet fra Vendsyssels største å: Ryå ud i Limfjorden så mosen kunne tørre ud og blive til et stykke fantastisk landbrugsjord. Det var udviklingen omkring 1. verdenskrig med store kriser, der fik den danske regering til at vedtage at nu skulle drømmen realiseres. Dermed blev det muligt at dyrke f.eks. korn og kartofler på Gammel Vraas jorde, der en overgang fungerede som kursuscenter for kartoffelavlere.

### Bygningerne
Den nuværende toetages hovedbygning blev bygget i 1645 af arvingen Ide Hansdatter Lindenov og hendes ægtemand finansminister Steen Beck. Man ser stadig deres initialer over indgangspartiet. Bygningen er også prydet med mange af de efterfølgende personers initialer.
Hovedbygningen blev ombygget og to sidefløje opført i 1779. Ajstrup Kirke blev opført i en lignende stilart og med nogle af de samme initialer ved Ajstrup by 4 km øst for Gammel Vraa af de samme personer. 
Chris Hillingsøe gjorde Gammel Vraa til et hotel i 1977 og tilførte stedet to tårne. Dette fratog stedet dets fredning da man vurderede at stedet ikke længere var tidssvarende og dermed ikke bevaringsværdigt. Der er dog stadig en bygning kaldet Waalmesterbygningen der har den højeste fredningsværdi. I år 2000 fik hotellets gæster kun 1,5 km til motorvejstilkørselen ved Tylstrup på Hirtshalsmotorvejen. Ejendomsselskabet, der ejede slottet, kom i klemme under finanskrisen og gik konkurs i november 2008. I 2009 blev slottet solgt til Vraa Slotshotel ApS for 14 mio kr. Det firma ejes af familien Lokdam, der via kæden Danske Slotshoteller tillige ejer Store Restrup Slotshotel med flere. Hotellet har nu fået navnet "Vraa Slotshotel" og har 43 værelser.  

## Ejere af Gammel Vraa
- ca. 1350 Fru Else og flere gårdejere
- (1535-1600) Kronen
- (1600-1616) Predbjørn Gyldenstierne til Vosborg
- (1616-1617) Jytte Predbjørnsdatter Gyldenstierne gift (1) Juel (2) Christian Grubbe til Lystrup
- (1617-1624) Christian Grubbe
- (1624-1642) RigsrådHans Johansen Lindenov til Hundslund Kloster
- (1642) Ida Hansdatter Lindenov gift med Sten Beck til Førslev
- (1642-1648) Steen Beck
- (1648-1674) Ida Hansdatter Lindenov gift Beck
- (1674-1719) Kirsten Steensdatter Beck gift med Frederik Rodsteen
- (1719-1730) Else Elisabeth Frederiksdatter Rodsteen, dør ugift
- (1730-1733) Kristine Birgitte Jørgensdatter Bille gift Schack Vittighof greve Holck
- (1733-1776) Schack Vittighof greve Holck
- (1776-1785) greve Burchard Georg Vittighof Holck
- (1785-1788) Mariane Dorothea grevinde Trappaud gift (1) Holck (2) von der Lühe
- (1788-1795) Kammerherre Carl Gotlieb von der Lühe
- (1795-1808) Mariane Dorothea Trappaud gift (1) Holck (2) von der Lühe
- (1808-1810) Amtsforvalter Kammerherre Hans Svanholm
- (1810-1815) Rattge Mathias Lorentzen
- (1815-1819) Rattge Mathias Lorentzens enke
- (1819-1842) Rattge Mathias Lorentzens enkes dødsbo
- (1842-1848) Arent Warelman Schönau
- (1848-1853) Michael Marinus Møller
- (1853-1874) Prokurist Christian Frederik Bang
- (1874-1907) Cand. Phil. Frederik Sophus Marius Chr. Bang
- (1907-1908) J.P. Nielsen / P. Buhl
- (1908) J.P. Nielsen
- (1908) Inspektør I. Jørgensen, Fannerupgaard
- (1908-1910) Herredsfoged Wilhelm Carl Johann Adolph von Huth
- (1910) Kreditforeningen af jydske Landejendomsbesiddere
- (1910-1918) Købmand Nicolaj Grundtvig-Sørensen
- (1918-1923) Konsortium – L.P. Jakobsen
- (1923-1926) Forsøgsstationsforstander J.P. Petersen
- 1926 Sandager og Hansen
- 1926 Jydsk Landhypotekforening
- (1926-1930) Jacob Nyboe
- (1930-1934) Hotelejer J.P. Petersen
- (1934-1938) Godsejer H. Dahm
- (1938-1943) Brødrene Nørgaard
- (1943-1950) A.E. Sørensen
- (1950-1968) Gårdejer Oluf Michael Sørensen
- (1968) Fabrikant Goldsmidt Pedersen Næstved
- (1968-1970) Berg Andersen
- (1970-1977) Murermester Ingolf Larsen
- (1977-2005) Chris Hillingsø
- (2005-2008) Heinz Launa
- (2008-2009) HL Administration ApS
- (2009-) Vraa Slotshotel ApS v/familien Lokdam